# Nova Objetividade
A Nova objetividade (em alemão Neue Sachlichkeit) foi um movimento artístico surgido na Alemanha a princípios da década de 1920 como reação ao expressionismo. O movimento acabou essencialmente em 1933, com a queda da República de Weimar e a tomada do poder pelo Partido Nazi. O termo é aplicado a obras de arte pictórica, literatura, música, arquitetura, fotografia ou cinema.

## Arte pictórica
Gustav Friedrich Hartlaub,  diretor da Kunsthalle de Mannheim, cunhou o termo em 1923 numa carta que enviou a colegas descrevendo uma exposição que estava planejando. No seu posterior artigo, "Introdução à Nova Objetividade: a pintura alemã desde o expressionismo", Hartlaub explicou,
| “ | O que aqui estamos mostrando distingue-se pelas — em si mesmas puramente externas — características da objetividade com a qual os artistas se expressam. | ” |

Identificou dois grupos:
- Os "veristas", que "rasgam a forma objetiva do mundo de fatos contemporâneos e representam a experiência corrente no seu tempo e febril temperatura".
- Os "realistas mágicos", que procuram o "objeto com a habilidade eterna de encarnar as leis externas da existência na esfera artística".

Embora a distinção entre veristas e realistas mágicos seja de fato bem fluida, os veristas podem ser considerados a ala mais revolucionária da Nova objetividade, exemplificada em Otto Dix e George Grosz. A sua forma veemente de realismo distorce as aparências para enfatizar o feio. Era a realidade que estes artistas desejavam expor. A sua arte era crua, provocativa e asperamente satírica. Outros importantes veristas foram Rudolf Schlichter, Georg Scholz (nas suas primeiras obras), e Karl Hubbuch. Max Beckmann, ainda que ele nunca se considerasse parte de nenhum movimento, é um gigante entre os veristas, até mesmo se ele, às vezes, se chamasse de expressionista.
Em comparação com os veristas, os realistas mágicos exemplificam com maior claridade o "regresso à ordem" posterior à Primeira Guerra Mundial que se alçou nas artes por toda a Europa, e que encontrou a sua expressão no neoclassicismo. Os realistas mágicos, incluindo Anton Räderscheidt, Christian Schad, Georg Schrimpf, Alexander Kanoldt, e Carl Grossberg foram um grupo diverso que abrangia do realismo quase fotográfico de Schad ao neo-primitivismo de Schrimpf. Os quadros de Räderscheidt mostram ecos da pintura metafísica dos italianos Giorgio de Chirico e Carlo Carrà, e a influência do pintor suíço Félix Vallotton é evidente no azedo realismo de vários dos pintores da nova objetividade, tanto veristas quanto realistas mágicos. Entre os cultivadores deste realismo mágico esteve Albert Carel Willink.
Outros pintores que cultivaram em algum momento este estilo foram Oskar Kokoschka (1886—1980), Ernst Barlach (1870—1938) e Conrad Felixmüller (1897—1977).
Os pintores da Neue Sachlichkeit dedicaram-se sobretudo ao gênero do retrato e auto-retrato, com fisionomias simples ou tendendo à caricatura.

## Definição
O crítico Franz Roh (1925) elaborou uma lista das diferenças entre o expressionismo e a Nova objetividade, que ele chamava pós-expressionismo:
| Expressionismo                         | Pós-Expressionismo                 |
| -------------------------------------- | ---------------------------------- |
| Objetos estáticos                      | Objetos simples                    |
| Muitos temas religiosos                | Poucos temas religiosos            |
| O objeto reprimido                     | O objeto explicativo               |
| Rítmico                                | Representativo                     |
| Excitante                              | Absorvente                         |
| Dinâmico                               | Estático                           |
| Ruidoso                                | Silencioso                         |
| Sumário                                | Sustentado                         |
| Óbvio                                  | Óbvio e enigmático...              |
| Monumental                             | Miniatura                          |
| Cálido                                 | De fresco a frio                   |
| Coloração espessa                      | Fina camada de cor                 |
| Rugoso                                 | Suave                              |
| Como uma pedra sem talhar              | Como metal polido                  |
| Conservado o processo de elaboração    | Eliminado o processo de elaboração |
| Deixando rastos                        | Pura objetivação                   |
| Deformação expressiva dos objetos      | Limpeza harmônica dos objetos      |
| Rico em diagonais                      | Retangular no quadro               |
| Amiúde com ângulos agudos              | Paralela                           |
| Trabalhando contra as beiras do quadro | Fixado dentro das beiras do quadro |
| Primitivo                              | Civilizado                         |

## Fotografia
O principal representante foi Albert Renger-Patzsch, entre cujas propostas se encontra fazer um emprego funcional da luz, utilizar enquadres diferentes e usar objetivas de diferentes comprimentos focais. Werner Graff escreveu um livro em 1929 chamado Es kommt der neu Fotograf (Aqui chega o novo fotógrafo) no qual tratava sobre as fotografias da nova objetividade. O movimento chamado "Nova Fotografia" foi criado, trazendo, consigo, fotografias com um foco nítido, com caráter documental frente à arte fotográfica anterior baseada na poética autoconsciente.
Na Alemanha, os principais representantes foram John Heartfield, Karl Blossfeldt, Walter Peterhans, Helmar Lerski e August Sander. Na República Tcheca, encontrava-se Josef Sudek. Na Rússia, ligado ao construtivismo russo, encontrava-se Aleksandr Ródchenko. Nos Estados Unidos, encontram-se, próximos a esta corrente, fotógrafos como Paul Strand, Edward Weston, Imogen Cunningham, Ansel Adams e Walker Evans. Este grupo representava uma nova direção, que defendia a fotografia não manipulada.

## No cinema
Em 1924, Gustav Hartlaub, diretor do museu de Manheim cunhou a denominação "Nova Objetividade" (Neue Sachlichkeit) para designar a nova e vigorosa tendência do cinema alemão, de corte realista, sob cuja bandeira militariam autores como Georg Wilhelm Pabst. Com Bajo a máscara do prazer abriu-se o capítulo do realismo e da polêmica sobre o cinema alemão pré-nazi.

## Música e arquitetura

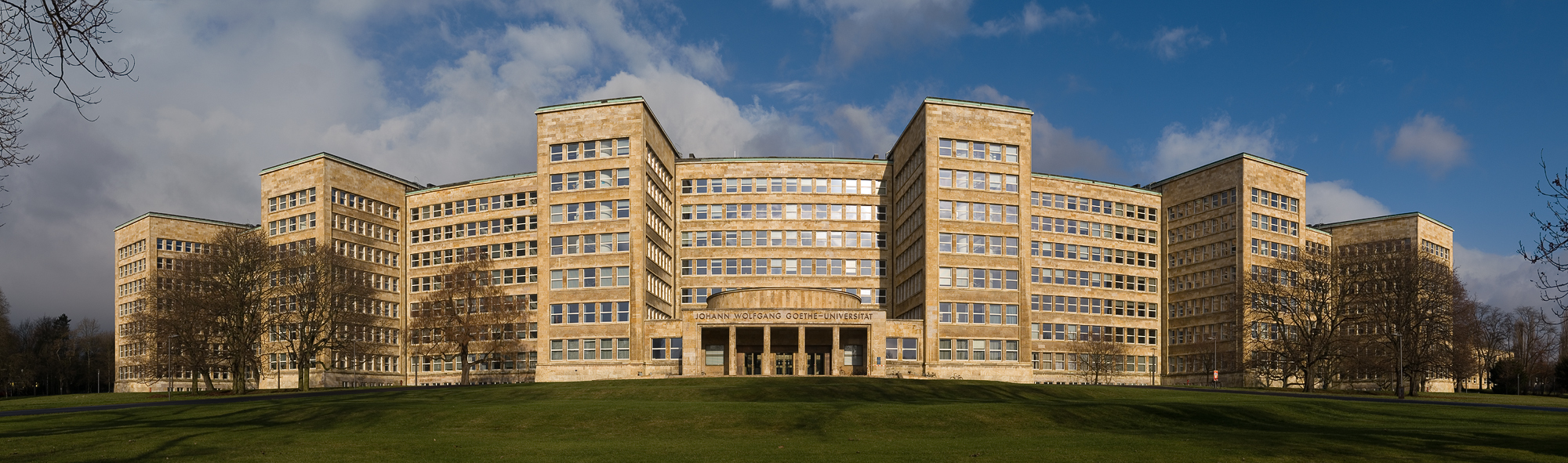
Panorama do Edifício IG Farben de sul, demonstrando como a forma curvada da fachada do edifício reduz o impacto do seu tamanho.

A Nova objetividade na música, como nas artes visuais, recusou o sentimentalismo do romantismo tardio e a agitação emocional do expressionismo. O compositor Paul Hindemith pode ser considerado tanto um expressionista quanto um membro da Nova objetividade, dependendo da composição de que se trate, ao longo dos anos 1920. A sua música remonta tipicamente aos modelos barrocos e usa as formas tradicionais e das estruturas polifônicas estáveis, com a moderna dissonância e os ritmos afetados pelo jazz. Ernst Toch e Kurt Weill também compuseram música da Nova objetividade durante a década de 1920.
A Nova objetividade em arquitetura, como ocorre na pintura e na literatura, descreve a obra alemã dos anos de transição em princípios dos anos vinte na cultura de Weimar, como uma reação direta aos excessos estilísticos da arquitetura expressionista e o câmbio no estado de ânimo nacional. Arquitetos como Bruno Taut, Erich Mendelsohn e Hans Poelzig voltaram-se para o enfoque simples, funcional e prático da Nova objetividade; a sua aplicação à arquitetura deu como resultado que se conhecera na Alemanha como Neues Bauen ("Novo edifício"). O movimento Neues Bauen, que floresceu no breve período entre a adoção do plano Dawes e o auge do nazismo, abrangeu exposições públicas como o Weissenhof Estate, o amplo planejamento urbano e projetos de promoções públicas de Taut e Ernst May, e os influentes experimentos da Bauhaus.

## Legado
Considera-se, normalmente, que o movimento Nova objetividade acabou com o fim da República de Weimar, quando os nacional-socialistas, sob a liderança de Adolf Hitler, obtiveram o poder em março de 1933. As autoridades nazis condenaram grande parte da obra da Nova objetividade, considerando-a arte degenerada; confiscaram e destruíram muitas obras; e, a muitos dos seus artistas foram proibidos de expor obras. A uns poucos, entre eles Karl Hubbuch, Adolf Uzarski e Otto Nagel, foi-lhes proibido totalmente pintar. Algumas das grandes figuras do movimento foram para o exílio e não continuaram pintando no mesmo estilo. George Grosz emigrou para os Estados Unidos e adotou um estilo romântico, e a obra de Max Beckmann, quando este abandonou a Alemanha em 1937, foi, em palavras de Franz Roh, expressionista.
A influência da Nova objetividade fora da Alemanha pode ser vista na obra de artistas como Balthus, Salvador Dalí (em obras temporãs como o seu Retrato de Luis Buñuel de 1924), Auguste Herbin, Maruja Mallo, Cagnaccio di San Pietro, Grant Wood, Adamson-Eric e Juhan Muks.